# جووانی اسپادولینی
جیووانی اسپادولینی (انگلیسی: Giovanni Spadolini; زاده ۲۱ ژوئن ۱۹۲۵ – درگذشته ۴ اوت ۱۹۹۴) یک سیاست‌مدار اهل ایتالیا بود.